# Nephromma alvarengai
Nephromma alvarengai là một loài bọ cánh cứng trong họ Phengodidae. Loài này được Wittmer miêu tả khoa học năm 1996.